# Johannes Balbaert
Johannes Balbaert (Brugge, 13 maart 2007) is een Belgische para-atleet. In 2022 kreeg hij een talentenstatuut van G-Sport Vlaanderen. Hij beoefent rolstoelracen of 'wheelen' in de atletiek voor sporters met een fysieke beperking in de klasse T53. Hij behaalde in zijn klasse al Belgische records op de 60m. (indoor), 100m., 200m., 5000m. en op de halve marathon (Berlijn halve marathon, 7 april 2024). In Istanbul behaalde hij op de European Para Youth Games (EPYG) in juli 2025 goud op de 100m. en zilver op de 400m. Hij werd ook vice-Belgisch kampioen op 2 aug. 2025 op de 100m. en 400m. in Brussel.  
Johannes Balbaert speelt rolstoelbasket bij BC Oostende - Dukes on wheels als éénpunter. .  

## Levensloop
Johannes Balbaert werd op jonge leeftijd (2,5 jaar) betrokken in een auto-ongeluk. Door een hoge dwarslaesie werd hij parapleeg en rolstoelgebonden. Net voor zijn 12 jaar nam hij deel aan de Ultraman Challenge (10 km zwemmen, 420km fietsen, 84.5km lopen) in Israël in duo met triatleet Nico De Neef. Daarom kreeg hij de bijnaam Ultrakid Johannes.

### Triatlon
Johannes en Nico trainden meer dan 10 maanden intensief samen om de Ultratriatlon in Israël tot een goed einde te brengen . Ze finishten, weliswaar buiten tijd op 6 maart 2020. De 10 km zwemmen legde Johannes af in een Bellyak, een soort buikkayak. Nico zwom in het meer van Galilea verbonden met de buikkayak van Johannes via een touw. De 420 km fietsten de beide sporters op een sportieve tandem met vooraan een handbike achteraan een sportfiets, lopen deden ze in een aangepaste Hase duwrolstoel .
Balbaert had de smaak van de duursport te pakken en in 2021 legde hij zijn eerste kwart-triatlon solo af in Brugge met de ondersteuning van zijn triatlonclub Ohana . De eerste wedstrijd triatlon (Jeugdcup B) werd afgelegd in Zuienkerke op 22 augustus 2021 in een tijd van 01:34:29.58. 

### Atletiek
Door de triatlon leerde Johannes Balbaert het rolstoelracen of ‘wheelen’ kennen. In deze technische sport verwierf hij in 2022 een talentenstatuut van G-Sport Vlaanderen. Door intensief & wetenschappelijk ondersteund te trainen nam hij al enkele Belgische records over van Steve Orens in zijn categorie T53.

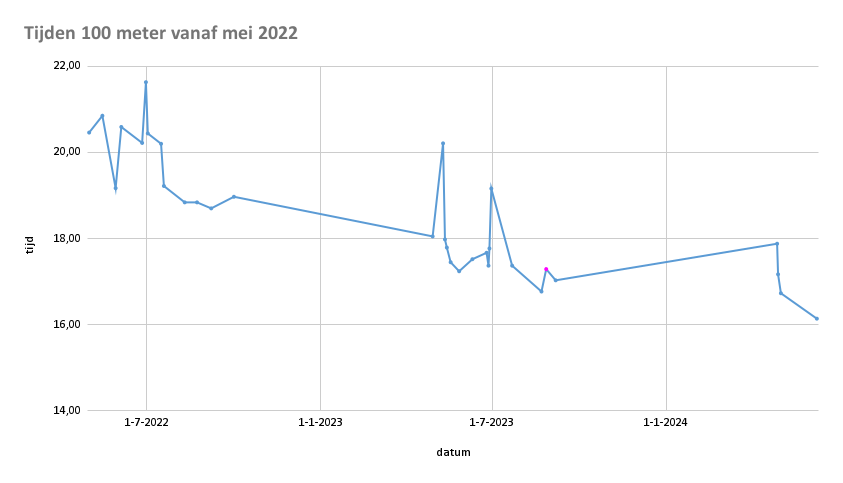
Wedstrijdtijden Johannes mei 2022 - mei 2024

- BR 60 m (indoor)   11.95 (Gent, dec. 2023)

- BR 100m               15.88 (Nottwil, juni 2025)
- BR 200m               29.62 (Nottwil, juni 2024)
- BR 5000m             12.31.56 (Nottwil, juni 2024)
- BR halve marathon  55.19 (Berlijn, april 2024)

Op de 400m werd Johannes Balbaert Belgische kampioen (Brugge, 29 juli 2023)

### Rolstoelbasketbal
Johannes Balbaert ontdekte rolstoelbasket bij de Zedelgem Lions en verhuisde in 2017 mee naar BC Oostende. Daar zetten de 'Dukes on wheels' een rolstoelbasketploeg uit op de rol A (nationale competitie), de rol B (recreatieve competitie) en starten ze een jeugdploeg op. Deze laatste won in 2024 en 2025 de Belgische beker tegen Leuven Bears en won de Vlaamse beker eveneens tegen de jongeren uit Leuven.